# ロバート・マリウス
ロバート・マリウス（Robert Marius、1958年10月17日 - 2008年9月28日、本名: Robert Edward Marius）は、アメリカ合衆国の俳優、脚本家。アメリカ合衆国ニューヨーク州ニューヨーク出身。フロリダ州マイアミ没（満49歳没）。
ロバート・メースン (Robert Mason)、ロバート・ポール・マリウス (Robert Paul Marius)、ロバート・マリオス (Robert Marios)、ロバート・マーカス (Robert Marcus) とクレジットされることもある。

## キャリア
1980年代初頭から1990年代にかけてフィリピンで製作されたアクション映画で活躍した。凄腕の傭兵からベトナム帰りの男、麻薬中毒者など脇役から主役まで演じた。ロマーノ・クリストフや渡辺ケン、ジム・ゲインズらと共にフィリピン・ロケのアクション映画を牽引したことから彼等は「フィリピン・アクション・ギャング」と呼ばれている。

### フィリピンでのキャリアの初期
香港資本系のシルヴァー・スター・フィルム社の『マッド・ドッグ2』(1983年/未ソフト化)辺りからフィリピンで映画出演を始めた。同年にはフィリピンのイスラム社会を題材にした『フラメンタード』(未ソフト化)にも出演した。また、『マッド・ウォリアーズ/爆裂未来都市2000年』(1984年/未/ビデオ)や『戦場のサムライ』(1985年/未/ビデオ)などの低予算のアクション映画に端役出演し、名前がクレジットされないこともあった。当時『熱い復讐』(1985年/未ソフト化)なるフィリピンで撮影された米国映画で、リチャード・ハッチ、ロバート・ウォーカー、マイケル・J・ポラードとも共演したが、端役だった。

### シルヴァー・スター・フィルム社
1984年当時は無名だったが､『ダーティ・プロフェッショナル』(1984年/未ビデオ)の敵役であるテロリストの首領役に抜擢される。翌1985年には『ニンジャ刑事/ダブル・エッジ』(未/ビデオ)に悪役の幹部役で登場し､戦争アクション物『ローンウルフ/怒りの戦場』(1986年/未/ビデオ)では、いきなりの主演大抜擢だった。
当時は『ニンジャ・フォース』(1984年/未/ビデオ)など主演作が相次いでいたロマーノ・クリストフが看板スターとして台頭していたが、以前まで主力だったリチャード・ハリスンとブルース・バロンが香港のIFDに移籍したためにスターが不足していた。ジム・ゲインズは黒人なのでせいぜい準主役止まりで、『コマンドー・インベイジョン』(1985年/未/ビデオ)のマイケル・ジェームズ、『ニンジャウォリアーズ』(1985年/未/ビデオ)のロン・マルチーニ、『ダブル・ファイター/復讐の戦士』(1985年/未/ビデオ)のマックス・セーヤーなどはイマイチ定着しなかった。マリウスの大抜擢もこの流れによるものだった。結局はクリストフに続く自前の主演スターは育たなかった。
1987年にはボー・スヴェンソンを主演に招いて、東南アジアを舞台にした映画撮影隊のひと騒動を描いた喜劇風の『地獄のフォーカス』(未/ビデオ)が作られた。マリウスは助演だったが、ロバート・ポール・マリウス名義で原案と脚本を担当している。その後、国際市場を意識して名のあるスターを招くのが慣わしとなり、『SFXリタリエーター』(1988年/未ビデオ)ではクリス・ミッチャムとリンダ・ブレア、ゴードン・ミッチェル、『デザート・ウォリアー』(1988年/未ビデオ)ではルー・フェリーニョ、『怒りのコマンドー』(1988年/未/ビデオ)ではレブ・ブラウンとシャノン・トゥイード、『地獄の爆走/ブラッド・チェイス』(1989年/未/ビデオ)ではアンドリュー・スティーヴンス、『野獣軍団/ファントム・レイダース』(1989年/未/ビデオ)ではマイルズ・オキーフ、『トライゴン・ファイヤー』(1990年/未/ビデオ)ではサム・ジョーンズらが次々と主演した。どことなく1960年代のマカロニ・ウエスタン時代と似ている。

### 個性派のバイプレーヤー
1987年の途中からは『コマンド－者』(1987年/未/ビデオ)のドイツ人傭兵や『マッド・クライム(マッド・シンドローム)』(1988年/未ビデオ)の薬物中毒のテロリスト、『ドライビング・フォース/地獄のモンスター・トラック』(1989年)のギャングなどの小プロダクション作やイタリア映画『サイゴン野獣刑事』(1988年)のキレ者のシューマン少佐、『サンゲリア2』(1988年/未/ビデオ)の科学者など、アクの強い脇役として印象を残した。しかし、エディー・ロメロ監督の『脱走半島/ベトナム1983』(1989年/未/ビデオ)では抑えた演技のソ連将校の端役だった。他にはフィリピンの職人監督のボビー・A・スアレス作品にも3作出演したが、意外にもフィリピンを代表するアクション映画の雄であるシリオ・H・サンティアゴ監督作には一本しか起用されておらず、『最後通牒』(1994年/未ソフト化)のクレジットなしの端役のみである。

### 戦争映画の汚れたヒーロー
助演ばかりではなく、再び主演作に恵まれている。ベトナム戦争での細菌兵器の脅威が描かれた『アソールト・プラトーン』(1988年/未/ビデオ)やベトナム戦争で人道的な過ちから、死に場所を求めて戦場を彷徨う『マッド・ソルジャー/裏切りの戦場』(1988年/未/ビデオ)がある。この両作品でのマリウスは情念に満ちた芝居を見せ、チャック・ノリスを意識したタフガイの姿も見せる。

### ダヴィアン・インターナショナル
1990年に入り、一時代を築いた戦争アクション物が翳りを見せ、デーヴィッド・ハント(デーヴィッド・ハンの変名)の主宰する香港資本系のダヴィアン・インターナショナル作品に出演する様になった。当時は格闘技アクションが流行り出し、キックボクサーのデール・アポロ・クック主演作『バトル・ウルフ』(1991年/未/ビデオ/モーリス・スミスも共演)や『トリプル・インパクト』(1992年/未/ビデオ)などのベトナム帰りの男など、物語の鍵となる脇役を演じた。これらの作品はシルヴァー・スター・フィルム社の専属だったテディー・チウがアーヴィン・ジョンスンの変名で監督している。

### 東映Vシネマに進出
かつてシルヴァー・スター・フィルム社で共演者だった渡辺ケンが製作(共同で)を務める東映Vシネマの『暗黒街の勲章/マニラ極道戦争』(1991年)と東映Vエロチカ『マニラエマニエル夫人/魔性の楽園』と続編『マニラエマニエル夫人/危険な楽園』(共に1992年)の3作ではロマーノ・クリストフと久々に共演した。これらの作品でのマリウスは悪役だった。この流れで東映がフィリピン・ロケを敢行した劇場映画『極東黒社会』(1993年)では、またしてもマフィアの悪役を演じた。ニック・ニコルスンやアンソニー・イースト、スティーヴ・ロジャース、ジム・モス、デーヴィッド・ブラス、トニー・オグンサヤなどの姿も見られる。
楠みちはるの漫画が原作で、日活が制作したVシネマ『湾岸ミッドナイトFinal/GTR伝説Act2』(1994年)もフィリピン・ロケが行われ、マリウスも出演し､またしても渡辺ケンが監督した。同年のデール・アポロ・クック主演作を最後に出演が途切れている。帰米した後、2008年に49歳でフロリダ州マイアミにて死去。

## フィルモグラフィ
(文中記載の作品は省略)
1985年
- 『マッド・ウエポン/復讐の爆裂部隊』(未/ビデオ)（徳間コミュニケーションズから発売済み）ボビー・A・スアレス監督、クリス・ミッチャム、ジョン・フィリップ・ロウ、フランコ・グェレーロ出演
- 『黙示録の勇者たち』(未ソフト化)ボビー・A・スアレス監督、マイケル・ジェームズ、フランコ・グェレーロ出演

1986年
- 『バトル・ウォーズ』(未/ビデオ/テレビ放映)（チャンネルコミュニケーションから発売済み）ロマーノ・スカヴォリーニ監督、クライヴ・ウッド、ロバート・ハウフレクト、ベアード・スタッフォード、ロマーノ・クリストフ出演

1987年
- 『サンドー/地獄の勇者』(Vシネマ)（大陸書房から発売済み）(カメオ出演)渡辺ケン監督、ロマーノ・クリストフ、マイク・モンティ出演

1988年
- 『赤い薔薇、泣く少女』(未ソフト化)ボビー・A・スアレス監督、ヴェルナー・ポチャス出演

1989年
- 『エイリアン・フロム・ディープ』(未/ビデオ)（松竹から発売済み）アンソニー・M・ドースン（アントニオ・マルゲリーティ）監督、チャールズ・ネーピア出演
- 『麻薬捜査官/バニシング・サンダー』(未/ビデオ)（徳間コミュニケーションズから発売済み）ジョー・マリ・アヴェラーナ監督、ポール・トチャ出演
- 『デス・スクワッド』(未/ビデオ)（徳間コミュニケーションズから発売済み）ポール・D・ロビンスン（イグナチオ・ドルチェ）監督、リチャード・ハッチ、ジェームズ・ミッチャム出演

1990年
- 『女バトル・ドッグ/地獄の逃走迷路』(未/ビデオ)（ハミングバード/ビクター音楽産業から発売済み）デーヴィッド・ハント（デーヴィッド・ハン）監督、アンドレア・ラマッシュ、コーウィン・スペリー出演